# It's a Rainy Day
It's a Rainy Day è un brano del 1994 di Ice MC ed Alexia. 
Il singolo arrivò al 6º posto in Francia e all'8° della Dutch Top 40, classificandosi il 76° singolo più venduto a fine anno.
In Italia raggiunse la prima posizione, diventando il 7° singolo più venduto del 1994.
Nell'aprile 1995 si classificò al 73° nel Regno Unito.
Fu pubblicata una versione in lingua spagnola intitolata Dias de lluvia che ebbe un discreto successo nei paesi sudamericani.
Nel Dicembre 1994 venne realizzata una versione natalizia, dal titolo It's a Christmas Day.
La voce in entrambi i brani è di Alexia.
Il 15 Luglio 2016, l'etichetta discografica DWA Records pubblica il nuovo singolo della musicista e compositrice Alexandra Damiani featuring Ice MC "It's a Rainy Day", il brano infatti contiene le voci originali del 1994 di Alexia e Ice MC.

## Classifiche
| Classifica (1994-95) | Posizione massima |
| -------------------- | ----------------- |
| Austria              | 13                |
| Belgio (Fiandre)     | 2                 |
| Francia              | 6                 |
| Germania             | 18                |
| Italia               | 1                 |
| Paesi Bassi          | 8                 |
| Regno Unito          | 73                |
| Svezia               | 25                |
| Svizzera             | 15                |

### Dias de lluvia
| Classifica (1995) | Posizione massima |
| ----------------- | ----------------- |
| Perù              | 7                 |